# Pleurospora
Pleurospora (łac. pleurospora) – u grzybów jest to zarodnik wyrastający na brzegach blaszek. Należy do grupy bazydiospor. Występowanie tego typu zarodników ma znaczenie przy mikroskopowym oznaczaniu gatunków grzybów. Pleurospory występują np. u takich gatunków, jak Phaeosphaeria pleurospora, Sulcispora pleurospora, Pleurophoma pleurospora i in.